# Pieszkowo

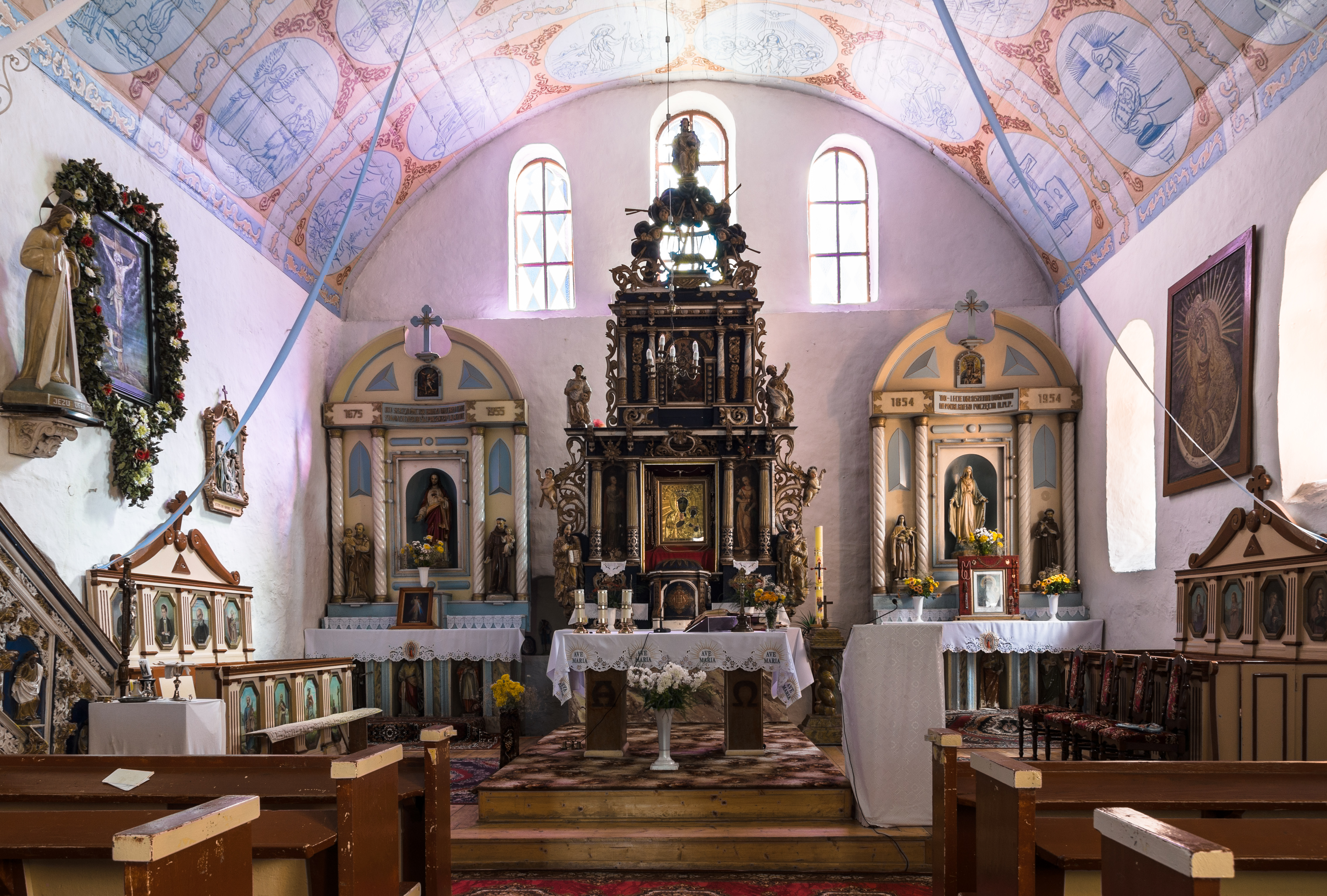
Ołtarz w prezbiterium kościoła Marii Magdaleny.

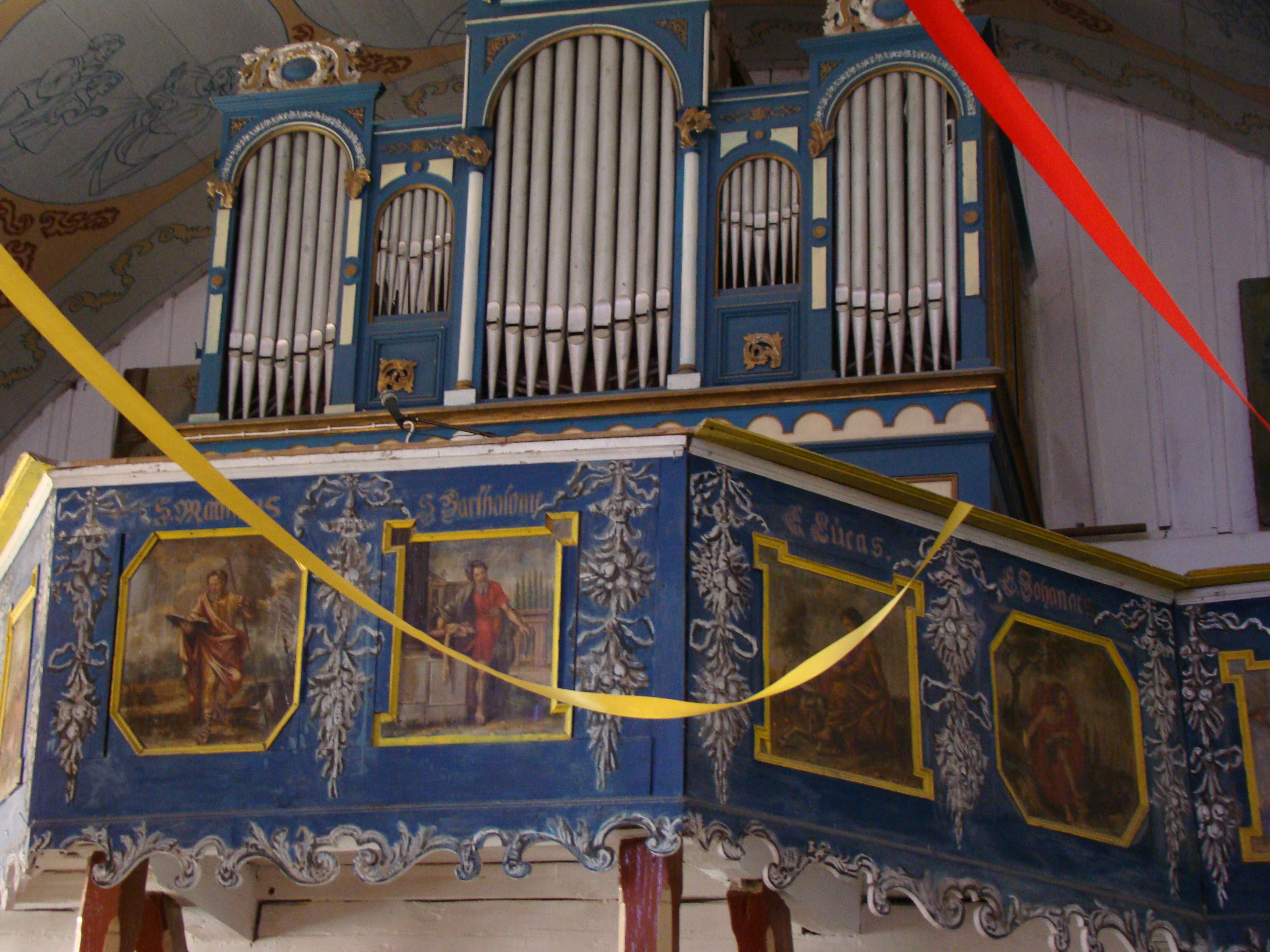
Chór z prospektem organowym w kościele Marii Magdaleny.

Pieszkowo (niem. Petershagen) – wieś w Polsce położona w województwie warmińsko-mazurskim, w powiecie bartoszyckim, w gminie Górowo Iławeckie.
Wieś położona w pobliżu doliny Elmy.

## Historia wsi
W okolicy Pieszkowa było rozwinięte osadnictwo z czasów przedkrzyżackich: na wschód od Pieszkowa znajdowały się pruskie pola osadnicze – Seremelauken (później Kanie Iławieckie, w części zaś Krasnołęka), Peperlauken (potem jako Nerwiki), Knnen oraz Sarragulauken (ostatecznie jako Piaseczno).
Przywilej lokacyjny na 70 włók wystawiono 25 kwietnia 1336 r. przez komtura bałgijskiego Henryka Muro. Całkowicie zniszczona w czasie wojny 1414 r. (spalono wówczas kościół, a szkody wsi wyliczono na 3000 grzywien). Osadnictwo jednak przetrwało. Po wojnie wieś liczyła 57,5 łanów czynszowych, z których tylko 3 łany pozostały nieobsadzone. Istniały 2 karczmy. W 1467 r. wieś otrzymał, jako zastaw zaciężny, dowódca krzyżacki Henryk Grissel. Od 1612 r. znalazła się w rękach rodziny von Tettau, która już od 1566 r. posiadała w tych stronach wiele dóbr. W XVI wieku, po wyludnieniach spowodowanych wojnami, we wsi osiedliło się wielu chłopów z terenów Polski.
Gotycki kościół wybudowano w drugiej połowie XVI w. W wieku XVI i XVII kazania wygłaszano po polsku. W końcu XVI w. pastorem był Walenty z Dąbrowy, współautor polskiego śpiewnika ewangelickiego.
W 1785 r. Pieszkowo określano jako wieś dworską z kościołem, liczącą 34 dymy. W tym czasie do kościoła przybudowano od strony północnej kaplicę (rozebraną w 1958 r.). W 1821 r. wieś licząca 194 mieszkańców zaliczono do majoratu w Piasecznie.
Szkoła – jako przykościelna – powstała we wsi już w XVI w. W 1737 r. w ramach reorganizacji została poddana nadzorowi państwowemu. W 1935 r. pracowało w niej dwóch nauczycieli i uczyło się 88 dzieci.
W 1939 r. było tu 423 mieszkańców. Wieś opustoszała w wyniku działań wojennych w 1945 r. Ponownie zasiedlona ludnością wysiedloną podczas akcji Wisła (1945–1948) z terenów Podkarpacia i Bieszczadów. Ocalały kościół przejęli katolicy, konsekrowano go i nadano patronat św. Magdaleny. W 1945 r. w Pieszkowie powstał Zarząd Gminy, a pierwszym wójtem został Gustaw Glica (autochton). Szkołę uruchomiono w 1946 r., a pierwszą kierowniczką była Wanda Matusewicz. W tym samym roku powstała spółdzielnia rolniczo-handlowa. W 1954 r. Pieszkowo zostało siedzibą Gromadzkiej Rady Narodowej. W początkowych, powojennych latach duży wkład w rozwój wsi wnieśli: Ryszard Bitowt (bibliotekarz), Antoni Sadowniczyk (nauczyciel) i Józef Kowalczyk (rolnik). W latach 60. XX w. wybudowano nowa szkołę. W 1966 uruchomiona została filia Społecznego Ogniska Muzycznego.
W 1983 r. wieś liczyła 459 mieszkańców, istniały tu 74 budynki mieszkalne (ujęto razem z miejscowością Pudlikajmy). Do wsi należało 60 gospodarstw chłopskich o łącznej powierzchni 560 ha. W tym czasie we wsi hodowano 370 sztuk bydła (w tym 178 krów mlecznych), 241 świń, 42 konie i 159 owiec. We wsi była ośmioklasowa szkoła podstawowa, biblioteka publiczna, klub, sala kinowa na 100 miejsc, przedszkole, ośrodek zdrowia, punkt apteczny, urząd pocztowy, leśnictwo, sklep wielobranżowy, kuźnia, zakład szewski, zakład naprawy maszyn rolniczych i dwa zakłady produkcyjne, związane z przemysłem rolnym. W 1985 r. kościół spłonął (pożar wywołany uderzeniem pioruna). Został odbudowany staraniem wiernych i proboszcza ks. Tadeusza Hernogi.
Do 1954 roku siedziba gminy Pieszkowo, następnie do 1972 roku gromady Pieszkowo. W latach 1975–1998 miejscowość administracyjnie należała do województwa olsztyńskiego.

## Zabytki
- Gotycki kościół pw. św. Marii Magdaleny. Pierwszy kościół z 1336 r. został zniszczony w czasie wojen polsko-krzyżackich. W 1593 r. Anzelm Thiel (patron parafii) wybudował mały, gotycki kościół (obecna budowla). Drewniana wieża została zniszczona w dniu 17 stycznia 1818 r. przez wichurę (orkan). Obecną neogotycka wieżę zbudowano w 1897 r. Kościół jest budowlą murowaną z cegły (częściowo otynkowany), posiada prostą bryłę ze schodkowymi szczytami[3]. Jest to świątynia orientowana, na planie prostokąta, z zakrystią od strony północnej oraz kruchtą od strony południowej. Wieża znajduje się po stronie zachodniej. Nawa przykryta jest pozornym sklepieniem kolebkowym. Ołtarz główny w stylu manierystycznym, wykonany został w Królewcu, a ufundowany w 1593 r., odnawiany w XVIII w. Ambona z 1691, płyty nagrobne z przełomu XVI i XVII wieku[4].
- Neoklasycystyczna plebania z XIX w.
- Remiza strażacka z początków XX w.